# トレント・オルテン
トレント・オルテン（Trent Oeltjen , 1983年2月28日 - ）は、オーストラリア連邦ニューサウスウェールズ州シドニー出身の元プロ野球選手(外野手)。左投左打。
「オエルチェン」と表記される事もある。「日豪親善 野球日本代表最終強化試合」では、「トレント・オールティエン」と表記された

## 経歴

### プロ入りとツインズ傘下時代
2001年にミネソタ・ツインズと契約を結んだ。
2004年シーズン途中にアテネオリンピックにおける野球競技のオーストラリア代表に選出された。
2006年開幕前の3月に開催された第1回WBCのオーストラリア代表に選出された。
2007年11月に「日豪親善 野球日本代表最終強化試合」のオーストラリア代表に選出された。

### ダイヤモンドバックス時代
2008年にアリゾナ・ダイヤモンドバックスへ移籍する。
2009年開幕前の3月に開催された第2回WBCのオーストラリア代表に選出され、2大会連続2度目の選出を果たした。
シーズンでは8月6日にジャスティン・アプトンのDL入りに伴いメジャー初昇格を果たし、同日にメジャー初安打を記録した。オフにFAとなった。

### ブルワーズ傘下時代
2009年12月9日にミルウォーキー・ブルワーズとマイナー契約を結ぶ。
2010年7月1日に解雇された。

### ドジャース時代
2010年7月6日にロサンゼルス・ドジャースとマイナー契約を結び、AAAのアルバカーキ・アイソトープスで49試合に出場し打率.347を記録した。9月7日にメジャーに昇格した。12月3日にノーテンダーFAになったが、12月7日にマイナー契約で再契約した。
オフにはオーストラリアン・ベースボールリーグのシドニー・ブルーソックスでプレーした。
2012年5月14日に、DFAとなり40人枠から外れ、10月6日にFAとなった。

### ボローニャ時代
2014年6月に、イタリアンベースボールリーグのフォルティチュード・ボローニャと契約を結んだが、目立った成績を残せず同年限りで退団した。

### 現役引退
2015年1月20日に現役引退を表明した。5月には、オーストラリアの野球少年のアメリカ遠征に帯同した。

### 現役復帰
2016年1月28日に第4回WBC予選のオーストラリア代表に選出され、2大会ぶり3度目の選出を果たすと同時に、現役復帰した。同大会でオーストラリアは本戦出場を決めている。6月6日に第28回ハーレムベースボールウィークのオーストラリア代表に選出された。
2017年2月9日に第4回WBC本戦のオーストラリア代表に選出された。大会終了後、2度目の現役引退。

## 詳細情報

### 年度別打撃成績
| 年 度    | 球 団    | 試 合 | 打 席 | 打 数 | 得 点 | 安 打 | 二 塁 打 | 三 塁 打 | 本 塁 打 | 塁 打 | 打 点 | 盗 塁 | 盗 塁 死 | 犠 打 | 犠 飛 | 四 球 | 敬 遠 | 死 球 | 三 振 | 併 殺 打 | 打 率 | 出 塁 率 | 長 打 率 | O P S |
| -------- | -------- | ----- | ----- | ----- | ----- | ----- | -------- | -------- | -------- | ----- | ----- | ----- | -------- | ----- | ----- | ----- | ----- | ----- | ----- | -------- | ----- | -------- | -------- | ----- |
| 2009     | ARI      | 24    | 73    | 70    | 11    | 17    | 4        | 1        | 3        | 32    | 4     | 1     | 1        | 1     | 1     | 1     | 0     | 0     | 13    | 0        | .243  | .250     | .457     | .707  |
| 2010     | LAD      | 14    | 30    | 23    | 5     | 5     | 1        | 1        | 0        | 8     | 1     | 0     | 0        | 2     | 0     | 4     | 0     | 1     | 0     | 1        | .217  | .357     | .348     | .705  |
| 2011     | LAD      | 61    | 91    | 71    | 10    | 14    | 1        | 1        | 2        | 23    | 6     | 6     | 0        | 4     | 2     | 13    | 1     | 1     | 13    | 1        | .197  | .322     | .324     | .646  |
| MLB：3年 | MLB：3年 | 99    | 194   | 164   | 26    | 36    | 6        | 3        | 5        | 63    | 11    | 7     | 1        | 7     | 3     | 18    | 1     | 2     | 26    | 2        | .220  | .299     | .384     | .684  |

### 背番号
- 16 (2009年)
- 49 (2010年 - 2011年)
- 32 (2014年)

### 代表歴
- 2004年アテネオリンピックの野球競技・オーストラリア代表
- 2006 ワールド・ベースボール・クラシック・オーストラリア代表
- 日豪親善 野球日本代表最終強化試合 オーストラリア代表
- 2009 ワールド・ベースボール・クラシック・オーストラリア代表
- 2016 ハーレムベースボールウィーク オーストラリア代表
- 2017 ワールド・ベースボール・クラシック・オーストラリア代表